# Pias (Serpa)
Pias ist ein Ort und eine Gemeinde in der portugiesischen Region Alentejo.
Wahrzeichen des Ortes ist ein denkmalgeschützter Uhrturm aus dem 19. Jahrhundert.

## Geschichte
Funde belegen eine Besiedlung des Gemeindegebiets bis in die Bronzezeit.
Zur Zeit der römischen Herrschaft war es eine Ortschaft der Provinz Lusitania. Hier kreuzten sich zwei  Römerstraßen. Diese Bedeutung als Ort zweier regional bedeutender Verkehrswege blieb auch unter der ab 711 n. Chr. folgenden arabischen Herrschaft im al-Andalus erhalten.
Das Land wurde nach Abschluss der Reconquista in Portugal im 13. Jahrhundert keinem Ritterorden zugewiesen, was in den folgenden Epochen die eindeutige Verwaltungszugehörigkeit des Gebietes erschwerte und zum Streitpunkt zwischen Moura und Serpa führte.
Der heutige Ort entstand vermutlich neu im Zuge von geänderten Landvergaben um 1644 und dabei neu angesiedelten Landarbeitern.
Einen relativen Entwicklungsschub erlebte der Ort nach der Ankunft der Eisenbahn, als die Strecke Ramal de Moura 1909 die Gemeinde erreichte.
Am 30. Juni 1989 wurde Pias zur Kleinstadt (Vila) erhoben.

## Verwaltung
Pias ist Sitz einer gleichnamigen Gemeinde (Freguesia) im Kreis (Concelho) von Serpa im Distrikt Beja. Die Gemeinde hat eine Fläche von 163,9 km² und 2542 Einwohner (Stand 19. April 2021). Dies ergibt eine Bevölkerungsdichte von 15,5 Einw./km². 
Zwei Ortschaften liegen in der Gemeinde:
- Mina da Orada
- Pias